# Чијатура
Чијатура (груз. ჭიათურა) је град у Грузији у регији Имеретија. Према процени из 2014. у граду је живело 12.803 становника.

## Становништво
Према процени, у граду је 2014. живело 12.803 становника.
| 1989.  | 2002.  | 2014.  |
| ------ | ------ | ------ |
| 29.228 | 13.832 | 12.803 |